# Синій кит (серіал)
Синій кит (перс. نهنگ آبی) — драматично-містичний іранський телесеріал режисера Бахрама Таваколі за сценарієм Ферейдуна Джейрані, спродюсований Саейдом Малеканом. Серіал знятий перською мовою в Ірані в стилі пригодницько-містичної драми. Серіал знімався за участі Саейда Малекана та кінокомпаній «Хонар Авал» та «Filimo», які стали основними інвесторами зйомок серіалу. Серіал названий за назвою мережевої гри «Синій кит».

## Сюжет
Головний герой серіалу Армін (Саед Сохейлі), 25-річний здібний студент-комп'ютерник, має проблеми у спілкуванні з людьми у реальному житті, та свій вільний час переважно проводить за відвідуванням інтернет-сайту для читання книг онлайн. Його батько (Маджид Мозаффарі) хворіє на розсіяний склероз, та розлучений з дружиною. матір'ю Аміна (Паріваш Мазарієх). Вона знайомиться на інтернет-сайті для читання книг з дівчиною Джалех (Махур Алванд), список улюблених книг якої дуже подібний до уподобань Арміна. Джалех, яка має фінансові труднощі, влаштовує Аміна на роботу до компанії, де вона працює графічним дизайнером. На новій роботі Армін знайомиться з керівником філії компанії Бахманом (Хоссейн Ярі), його нареченою Анахітою (Лейла Хатамі), секретаркою керівника Халех (Азадех Самаді), членом правління головного офісу компанії Надером (Хамід Реза Азаранг), та його дружиною Морварід (Вішка Асаєш), яка також є членом правління компанії. Амін стає керівником відділу комп'ютерної безпеки компанії, та розпочинає нове життя.

## У ролях
- Саед Сохейлі — Армін
- Лейла Хатамі — Анахіта Кашеф
- Мостафа Замані — Джахан (Джахангір)
- Хоссейн Ярі — Бахман Аджанд
- Вішка Асаєш — Морварід Парса
- Хамід Реза Азаранг — Надер Серай
- Махур Алванд — Джалех Адіб
- Азадех Самаді — Халех